# De mythe van Sisyphus
De mythe van Sisyphus. Een essay over het absurde is een essay van Albert Camus uit 1942 dat in Nederlandse vertaling voor het eerst verscheen in 1962. In 2013 verscheen een nieuwe vertaling. Het essay behoort samen met de toneelstukken Caligula (1938), Het misverstand (1944) en de roman De vreemdeling (1942) tot zijn "bundel over het absurde".
In dit essay introduceert Camus zijn filosofie van het "absurde": de wanhopige zoektocht van de mens naar de zin van het leven in een onverschillig heelal.

## De hoofdstukken
Hieronder wordt kort elk hoofdstuk uit het boek besproken.

### De absurde gedachtegang
Camus start zijn essay met de volgende stelling: "Er bestaat maar één werkelijk ernstig filosofisch probleem: de zelfmoord. Oordelen of het leven wel of niet de moeite waard is geleefd te worden, is antwoord geven op de fundamentele vraag van de filosofie."

Deze redenering leidt ofwel tot zelfmoord ofwel tot religie als zingever. Deze laatste keuze is volgens Søren Kierkegaard de "geloofssprong" (Engels: Leap of Faith) die men dient te maken om zinvol te kunnen leven. Hoewel Camus het idee van het absurde voor een groot stuk haalt bij Kierkegaard, zet hij zich hier tegen hem af. Hij noemt deze optie "een filosofische zelfmoord" of ook "het offer van het verstand", gezien men zichzelf hier eigenlijk maar iets wijsmaakt om het probleem op te lossen.

Camus opent hierbij een derde mogelijkheid: aanvaarden dat het leven geen zin heeft en zich neerleggen bij het absurde van het bestaan, maar zich toch verzetten tegen de zelfmoord, toch koppig doorgaan met leven. 

"De revolte geeft het leven waarde", stelt hij.

### De absurde mens
De persoon die het absurde van zijn bestaan aanvaardt en alsnog revolteert noemt Camus een absurde held. Camus geeft drie voorbeelden van dergelijke absurde helden: de Don Juan, de Toneelspeler en de Veroveraar.

### Het absurde kunstwerk
In dit hoofdstuk onderzoekt Camus wat een absurde creatie is.

Gezien er in een absurde wereld geen absolute waarheden, normen of waarden bestaan, dient een waar absurd kunstwerk geen oordelen te vellen. Hoopgevend kan het ook niet zijn, want er is geen hoop.

### De mythe van Sisyphus
Volgens de mythe hadden de goden Sisyphus veroordeeld tot het voortdurend omhoog duwen van een rotsblok naar de top van een berg, waar het dan vanzelf weer naar beneden rolde. Sisyphus werd gestraft met een nutteloze en hopeloze arbeid. Camus trekt een parallel tussen deze mythe en het leven.

Op het moment dat Sisyphus de berg afdaalt om zijn taak te hervatten, is hij zich volledig bewust van zijn ellendige toestand en staat hij boven zijn noodlot, aldus Camus. 

De strijd op zichzelf tegen de top is voldoende om het hart van een mens te vullen. 
We moeten ons Sisyphus als een gelukkig mens voorstellen.
— Besluit van De mythe van Sisyphus

### De hoop en het absurde in het werk van Franz Kafka
Het essay bevat een appendix over het werk van Franz Kafka waarin Camus erkent dat Kafka de absurde toestand op voortreffelijke wijze weet weer te geven. Kafka faalt echter als een absurde schrijver omdat zijn werk een sprankeltje hoop bevat, aldus Camus.